# Matrimonio igualitario en Austria
El matrimonio igualitario en Austria es legal, luego del fallo emitido por el Tribunal Constitucional de Austria el 5 de diciembre de 2017, que aprobó el matrimonio igualitario, para el 1 de enero de 2019. Las uniones civiles han sido legales en Austria desde el 1 de enero de 2010. 
En su fallo, la Justicia austríaca interpretó que la legislación que restringe el matrimonio entre personas del mismo sexo era anticonstitucional por atentar contra la igualdad y la no discriminación por razón de la orientación sexual, tal como figura este derecho en la Constitución austríaca. Por ello, el Tribunal Constitucional de Austria dio un plazo al Parlamento austríaco para que este apruebe dicha legislación antes del 1 de enero de 2019 o la aprobación se dará de facto este día de manera automática.

## Historia
Austria ha proveído derechos de facto a las uniones formadas por parejas del mismo sexo desde 2003, tras la decisión del Tribunal Europeo de Derechos Humanos en el caso Karner v. Austria. Esta condición, llamada cohabitación no registrada, da a las parejas del mismo sexo que viven juntas, los mismos derechos que las parejas heterosexuales no casadas.
En diciembre de 2004, el SPÖ, entonces en la oposición, adoptó una importante decisión política sobre la cuestión de la igualdad de trato a las parejas del mismo sexo. Además de la introducción de las cohabitaciones no registradas, el partido se dirigía hacia la apertura del matrimonio a las parejas del mismo sexo. El partido se convirtió en líder del gobierno en enero de 2007.
El 5 de julio de 2006, Austria tuvo indirectamente su primera unión homosexual, cuando su Tribunal Constitucional concedió a una mujer transexual el derecho de cambiar su género legal a femenino, mientras que sigue casada con su esposa. La corte reglamentó que cambiar la entrada del sexo en una partida de nacimiento no se puede obstaculizar por el matrimonio. La corte no dio a conocer los nombres de los esposos. Los activistas LGTBI elogiaron la decisión, diciendo que terminaba el “divorcio forzado” para las parejas casadas en las cuales uno de los cónyuges es transexual.
Una encuesta de 2006 en la Unión Europea que incluía más de 30.000 personas demostró que el apoyo social para los matrimonios entre personas del mismo sexo en Austria es del 49%.
En un documento publicado por el ÖVP el 1 de octubre de 2007, anunció su apoyo a una unión civil, similar al modelo suizo. Un proyecto de acuerdo fue puesto publicado a finales de octubre de 2007, que daría a las parejas en una unión civil casi todos los derechos que las parejas casadas, a excepción de la adopción.
En febrero de 2009, la ministra de Interior de Austria, María Fekter mantuvo un diálogo con la asociación Comisión de Derechos Lambda (Rechtskomitee Lambda) en relación con el tema de la igualdad de derechos para las personas LGBT. Fekter anunció que el proyecto de ley de uniones civiles (eingetragene Partnerschaft) sería presentado y aprobado para el otoño de 2009, y entraría en vigor el 1 de enero de 2010.
El 12 de octubre de 2009, Los Verdes instó al gobierno a mantener su promesa de contar con las uniones civiles implementadas en enero de 2010 con el portavoz Albert Steinhauser diciendo que el tiempo se agotaba para el proyecto de ley. El partido también pidió la apertura de matrimonio para las parejas del mismo sexo. El 13 de octubre de 2009, la ministra de Justicia, Claudia Bandion-Ortner, anunció que una ley de unión civil se anunciaría en pocas semanas. Señaló que esa ley estaba en proceso de redacción, con algunos aspectos todavía bajo discusión. Un área particular de la discordia era si las uniones debían incluir una ceremonia.
El 11 de noviembre de 2009 Bandion-Ortner del ÖVP presentó un proyecto de ley, que fue rechazado por el SPÖ, debido a que el proyecto no incluía ceremonias. El 17 de noviembre de 2009, el Gobierno aprobó finalmente el proyecto propuesto por Bandion-Ortner. La ley fue aprobada el 10 de diciembre por el Consejo Nacional, en una votación por 110 contra 64. El 18 de diciembre, fue aprobada por el Consejo Federal en una votación por 44 contra 8. El 30 de diciembre, la ley fue publicada en el diario oficial del gobierno, Bundesgesetzblatt, y entró en vigor el 1 de enero de 2010.

## Matrimonio igualitario
Los Verdes y los socialdemócratas apoyan el matrimonio igualitario. El Rechtscomitee Lambda ha resaltado las 72 diferencias entre las uniones civiles y el matrimonio, y ha realizado campañas por la igualdad en el matrimonio de Austria. Los activistas han puesto en duda la situación actual, desafiando la falta de acceso a las uniones civiles para las parejas de sexo opuesto y la falta de acceso al matrimonio para parejas del mismo sexo.

## Matrimonio religioso
Durante el Sínodo de la Iglesia Evangélica de la Confesión de Augsburgo en Austria celebrado en marzo de 2019, la mayor denominación del protestantismo austríaco, se decidió realizar la bendición de uniones homosexuales a los miembros de su iglesia que hayan contraído primero el matrimonio civil a autoridades nacionales.